# Mistrzostwa Świata U-20 w Piłce Siatkowej Kobiet 2013
Mistrzostwa Świata U-20 Kobiet 2013 odbyły się w Czechach w dniach 21-30 czerwca 2013. Zespoły rywalizowały w Brnie i Prościejowie. Była to pierwsza edycja turnieju w której wzięło udział 20 zespołów. Tytuł mistrzowski wywalczyła reprezentacja Chin.

## Kwalifikacje
| Nazwa imprezy                                                                       | Data przeprowadzenia      | Gospodarz                | Miejsc | Zakwalifikowani                         |
| ----------------------------------------------------------------------------------- | ------------------------- | ------------------------ | ------ | --------------------------------------- |
| Gospodarz                                                                           | 18 marca 2012             |                          | 1      | Czechy                                  |
| Mistrzostwa Ameryki Północnej, Środkowej i Karaibów Juniorek w Piłce Siatkowej 2012 | 22 – 26 sierpnia 2012     | Managua                  | 3      | Dominikana Meksyk Stany Zjednoczone     |
| Mistrzostwa Europy Juniorek w Piłce Siatkowej 2012                                  | 18 – 26 sierpnia 2012     | Ankara                   | 1      | Turcja                                  |
| Mistrzostwa Azji Juniorek w Piłce Siatkowej 2012                                    | 1 – 9 października 2012   | Nakhon Pathom/Ratchaburi | 4      | Chiny Chińskie Tajpej Japonia Tajlandia |
| Mistrzostwa Ameryki Południowej Juniorek w Piłce Siatkowej 2012                     | 17 – 23 października 2012 | Lima                     | 3      | Brazylia Peru Kolumbia                  |
| Mistrzostwa Afryki Juniorek w Piłce Siatkowej 2013                                  | 11 – 13 stycznia 2013     | Abudża                   | 3      | Egipt Nigeria Algieria                  |
| Puchar Panamerykański Juniorek w Piłce Siatkowej 2013                               | 18 – 23 marca 2013        | Hawana                   | 1      | Portoryko                               |
| Europejskie Kwalifikacje do Mistrzostw Świata Juniorek w Piłce Siatkowej 2013       | 9 – 12 maja 2013          | Subotica                 | 4      | Serbia                                  |
| Europejskie Kwalifikacje do Mistrzostw Świata Juniorek w Piłce Siatkowej 2013       | 9 – 12 maja 2013          | Samokow                  | 4      | Bułgaria                                |
| Europejskie Kwalifikacje do Mistrzostw Świata Juniorek w Piłce Siatkowej 2013       | 9 – 12 maja 2013          | Cividale del Friuli      | 4      | Włochy                                  |
| Europejskie Kwalifikacje do Mistrzostw Świata Juniorek w Piłce Siatkowej 2013       | 9 – 12 maja 2013          | Ramienskoje              | 4      | Rosja                                   |
| Razem                                                                               |                           |                          | 20     |                                         |

## System rozgrywek
W turnieju bierze udział 20 drużyn podzielonych na 4 grupy po 5 zespołów w każdej. Drużyny w grupach rozgrywają ze sobą mecze systemem każdy z każdym. Po pierwszej fazie z walki o medale odpada 1 najsłabsza drużyna z każdej grupy. Zespoły te walczą o miejsca 17–20. Pozostałe drużyny awansują do 1/8 finału. Zwycięzcy 1/8 finału walczą systemem pucharowym o miejsca 1–8, a przegrani o miejsca 9–16.

## Pierwsza runda

### Grupa A
| Lp. | Drużyna         | Pkt | Mecze | Mecze | Mecze | Sety | Sety | Sety  | Małe punkty | Małe punkty | Małe punkty |
| Lp. | Drużyna         | Pkt | M     | W     | P     | wyg. | prz. | ratio | zdob.       | str.        | ratio       |
| --- | --------------- | --- | ----- | ----- | ----- | ---- | ---- | ----- | ----------- | ----------- | ----------- |
| 1   | Dominikana      | 10  | 4     | 4 (2) | 0 (0) | 12   | 5    | 2.400 | 391         | 256         | 1.527       |
| 2   | Peru            | 8   | 4     | 2 (0) | 2 (2) | 10   | 7    | 1.429 | 384         | 361         | 1.064       |
| 3   | Chińskie Tajpej | 6   | 4     | 2 (1) | 2 (1) | 8    | 9    | 0.889 | 368         | 380         | 0.968       |
| 4   | Czechy          | 6   | 4     | 2 (0) | 2 (0) | 6    | 7    | 0.857 | 279         | 229         | 1.218       |
| 5   | Portoryko       | 0   | 4     | 0 (0) | 4 (0) | 4    | 12   | 0.333 | 331         | 396         | 0.836       |

Źródło: fivb.org
Punktacja: 3:0 i 3:1 – 3 pkt; 3:2 – 2 pkt; 2:3 – 1 pkt; 1:3 i 0:3 – 0 pkt
Zasady ustalania kolejności: 1. liczba punktów; 2. liczba zwycięstw; 3. stosunek setów; 4. stosunek małych punktów; 5. bilans w bezpośrednich meczach
     awans do 1/8 finału
     mecze o miejsca 17-20

#### Wyniki spotkań
| Data  | Godz. | Drużyna 1  | Wynik | Drużyna 2  | 1     | 2     | 3     | 4     | 5     | Widzów | *  |
| ----- | ----- | ---------- | ----- | ---------- | ----- | ----- | ----- | ----- | ----- | ------ | -- |
| 21.06 | 12:30 | Peru       | 2:3   | Tajwan     | 25:22 | 25:22 | 20:25 | 24:26 | 16:18 | 200    | 1  |
| 21.06 | 17:30 | Czechy     | 3:1   | Portoryko  | 25:23 | 22:25 | 25:14 | 25:17 |       | 600    | 2  |
| 22.06 | 12:30 | Portoryko  | 1:3   | Peru       | 26:24 | 20:25 | 20:25 | 20:25 |       | 150    | 3  |
| 22.06 | 17:30 | Dominikana | 3:0   | Czechy     | 25:13 | 25:22 | 25:20 |       |       | 1 300  | 4  |
| 23.06 | 12:30 | Tajwan     | 3:1   | Portoryko  | 25:23 | 25:16 | 27:29 | 25:19 |       | 100    | 5  |
| 23.06 | 17:30 | Peru       | 2:3   | Dominikana | 25:18 | 28:30 | 25:22 | 14:25 | 8:15  | 100    | 6  |
| 24.06 | 12:30 | Dominikana | 3:2   | Tajwan     | 19:25 | 25:23 | 25:19 | 24:26 | 15:8  | 100    | 7  |
| 24.06 | 17:30 | Czechy     | 0:3   | Peru       | 19:25 | 18:25 | 15:25 |       |       | 2 850  | 8  |
| 25.06 | 12:30 | Portoryko  | 1:3   | Dominikana | 17:25 | 17:25 | 25:23 | 20:25 |       | 100    | 9  |
| 25.06 | 17:30 | Tajwan     | 0:3   | Czechy     | 17:25 | 13:25 | 22:25 |       |       | 1 950  | 10 |

### Grupa B
| Lp. | Drużyna   | Pkt | Mecze | Mecze | Mecze | Sety | Sety | Sety  | Małe punkty | Małe punkty | Małe punkty |
| Lp. | Drużyna   | Pkt | M     | W     | P     | wyg. | prz. | ratio | zdob.       | str.        | ratio       |
| --- | --------- | --- | ----- | ----- | ----- | ---- | ---- | ----- | ----------- | ----------- | ----------- |
| 1   | Chiny     | 12  | 4     | 4 (0) | 0 (0) | 12   | 0    | MAX   | 300         | 212         | 1.415       |
| 2   | Serbia    | 8   | 4     | 3 (1) | 1 (0) | 9    | 5    | 1.800 | 303         | 284         | 1.067       |
| 3   | Japonia   | 7   | 4     | 2 (0) | 2 (1) | 8    | 7    | 1.143 | 330         | 308         | 1.071       |
| 4   | Kolumbia  | 3   | 4     | 1 (0) | 3 (0) | 3    | 9    | 0.333 | 234         | 277         | 0.845       |
| 5   | Tajlandia | 0   | 4     | 0 (0) | 4 (0) | 1    | 13   | 0.077 | 227         | 318         | 0.714       |

Źródło: fivb.org
Punktacja: 3:0 i 3:1 – 3 pkt; 3:2 – 2 pkt; 2:3 – 1 pkt; 1:3 i 0:3 – 0 pkt
Zasady ustalania kolejności: 1. liczba punktów; 2. liczba zwycięstw; 3. stosunek setów; 4. stosunek małych punktów; 5. bilans w bezpośrednich meczach
     awans do 1/8 finału
     mecze o miejsca 17-20

#### Wyniki spotkań
| Data  | Godz. | Drużyna 1 | Wynik | Drużyna 2 | 1     | 2     | 3     | 4     | 5     | Widzów | *  |
| ----- | ----- | --------- | ----- | --------- | ----- | ----- | ----- | ----- | ----- | ------ | -- |
| 21.06 | 15:00 | Serbia    | 3:0   | Kolumbia  | 25:16 | 25:17 | 25:20 |       |       | 200    | 1  |
| 21.06 | 20:00 | Japonia   | 3:1   | Tajlandia | 18:25 | 25:18 | 25:16 | 25:21 |       | 0      | 2  |
| 22.06 | 15:00 | Kolumbia  | 0:3   | Japonia   | 18:25 | 16:25 | 17:25 |       |       | 200    | 3  |
| 22.06 | 20:00 | Chiny     | 3:0   | Serbia    | 25:20 | 25:20 | 25:16 |       |       | 100    | 4  |
| 23.06 | 15:00 | Japonia   | 0:3   | Chiny     | 20:25 | 18:25 | 22:25 |       |       | 100    | 5  |
| 23.06 | 20:00 | Tajlandia | 0:3   | Kolumbia  | 14:25 | 17:25 | 21:25 |       |       | 100    | 6  |
| 24.06 | 15:00 | Chiny     | 3:0   | Tajlandia | 25:15 | 25:10 | 25:16 |       |       | 300    | 7  |
| 24.06 | 20:00 | Serbia    | 3:2   | Japonia   | 25:21 | 25:21 | 16:25 | 21:25 | 15:10 | 200    | 8  |
| 25.06 | 15:00 | Tajlandia | 0:3   | Serbia    | 18:25 | 15:25 | 21:25 |       |       | 150    | 9  |
| 25.06 | 20:00 | Kolumbia  | 0:3   | Chiny     | 22:25 | 16:25 | 17:25 |       |       | 150    | 10 |

### Grupa C
| Lp. | Drużyna           | Pkt | Mecze | Mecze | Mecze | Sety | Sety | Sety   | Małe punkty | Małe punkty | Małe punkty |
| Lp. | Drużyna           | Pkt | M     | W     | P     | wyg. | prz. | ratio  | zdob.       | str.        | ratio       |
| --- | ----------------- | --- | ----- | ----- | ----- | ---- | ---- | ------ | ----------- | ----------- | ----------- |
| 1   | Brazylia          | 12  | 4     | 4 (0) | 0 (0) | 12   | 1    | 12.000 | 321         | 240         | 1.338       |
| 2   | Rosja             | 8   | 4     | 3 (1) | 1 (0) | 10   | 6    | 1.667  | 368         | 336         | 1.095       |
| 3   | Bułgaria          | 4   | 4     | 1 (0) | 3 (1) | 6    | 9    | 0.667  | 307         | 326         | 0.942       |
| 4   | Meksyk            | 3   | 4     | 1 (1) | 3 (1) | 6    | 11   | 0.545  | 358         | 387         | 0.925       |
| 5   | Stany Zjednoczone | 3   | 4     | 1 (0) | 3 (0) | 3    | 10   | 0.300  | 259         | 324         | 0.799       |

Źródło: fivb.org
Punktacja: 3:0 i 3:1 – 3 pkt; 3:2 – 2 pkt; 2:3 – 1 pkt; 1:3 i 0:3 – 0 pkt
Zasady ustalania kolejności: 1. liczba punktów; 2. liczba zwycięstw; 3. stosunek setów; 4. stosunek małych punktów; 5. bilans w bezpośrednich meczach
     awans do 1/8 finału
     mecze o miejsca 17-20

#### Wyniki spotkań
| Data  | Godz. | Drużyna 1         | Wynik | Drużyna 2         | 1     | 2     | 3     | 4     | 5     | Widzów | *  |
| ----- | ----- | ----------------- | ----- | ----------------- | ----- | ----- | ----- | ----- | ----- | ------ | -- |
| 21.06 | 12:45 | Stany Zjednoczone | 0:3   | Bułgaria          | 12:25 | 21:25 | 17:25 |       |       | 200    | 1  |
| 21.06 | 17:15 | Meksyk            | 2:3   | Rosja             | 26:24 | 22:25 | 26:24 | 19:25 | 9:15  | 200    | 2  |
| 22.06 | 12:45 | Bułgaria          | 2:3   | Meksyk            | 25:22 | 18:25 | 25:16 | 20:25 | 11:15 | 100    | 3  |
| 22.06 | 17:15 | Brazylia          | 3:0   | Stany Zjednoczone | 25:17 | 25:18 | 25:22 |       |       | 200    | 4  |
| 23.06 | 12:45 | Meksyk            | 0:3   | Brazylia          | 23:25 | 16:25 | 15:25 |       |       | 200    | 5  |
| 23.06 | 17:15 | Rosja             | 3:1   | Bułgaria          | 25:20 | 25:19 | 22:25 | 25:23 |       | 200    | 6  |
| 24.06 | 12:45 | Stany Zjednoczone | 3:1   | Meksyk            | 29:27 | 19:25 | 27:25 | 25:22 |       | 200    | 7  |
| 24.06 | 17:15 | Brazylia          | 3:1   | Rosja             | 25:16 | 25:23 | 20:25 | 25:19 |       | 150    | 8  |
| 25.06 | 12:45 | Bułgaria          | 0:3   | Brazylia          | 11:25 | 11:25 | 24:26 |       |       | 200    | 9  |
| 25.06 | 17:15 | Rosja             | 3:0   | Stany Zjednoczone | 25:18 | 25:14 | 25:20 |       |       | 150    | 10 |

### Grupa D
| Lp. | Drużyna  | Pkt | Mecze | Mecze | Mecze | Sety | Sety | Sety  | Małe punkty | Małe punkty | Małe punkty |
| Lp. | Drużyna  | Pkt | M     | W     | P     | wyg. | prz. | ratio | zdob.       | str.        | ratio       |
| --- | -------- | --- | ----- | ----- | ----- | ---- | ---- | ----- | ----------- | ----------- | ----------- |
| 1   | Turcja   | 11  | 4     | 4 (1) | 0 (0) | 12   | 2    | 6.000 | 335         | 221         | 1.516       |
| 2   | Włochy   | 10  | 4     | 3 (0) | 1 (1) | 11   | 3    | 3.667 | 329         | 222         | 1.482       |
| 3   | Egipt    | 6   | 4     | 2 (0) | 2 (0) | 6    | 6    | 1.000 | 243         | 245         | 0.992       |
| 4   | Algieria | 2   | 4     | 1 (1) | 3 (0) | 3    | 11   | 0.273 | 242         | 317         | 0.763       |
| 5   | Nigeria  | 1   | 4     | 0 (0) | 4 (1) | 2    | 12   | 0.167 | 189         | 333         | 0.568       |

Źródło: fivb.org
Punktacja: 3:0 i 3:1 – 3 pkt; 3:2 – 2 pkt; 2:3 – 1 pkt; 1:3 i 0:3 – 0 pkt
Zasady ustalania kolejności: 1. liczba punktów; 2. liczba zwycięstw; 3. stosunek setów; 4. stosunek małych punktów; 5. bilans w bezpośrednich meczach
     awans do 1/8 finału
     mecze o miejsca 17-20

#### Wyniki spotkań
| Data  | Godz. | Drużyna 1 | Wynik | Drużyna 2 | 1     | 2     | 3     | 4     | 5    | Widzów | *  |
| ----- | ----- | --------- | ----- | --------- | ----- | ----- | ----- | ----- | ---- | ------ | -- |
| 21.06 | 15:00 | Turcja    | 3:0   | Nigeria   | 25:15 | 25:10 | 25:8  |       |      | 100    | 1  |
| 21.06 | 19:30 | Egipt     | 3:0   | Algieria  | 25:21 | 25:16 | 25:20 |       |      | 200    | 2  |
| 22.06 | 15:00 | Włochy    | 2:3   | Turcja    | 25:21 | 23:25 | 21:25 | 26:24 | 9:15 | 200    | 3  |
| 22.06 | 19:30 | Nigeria   | 0:3   | Egipt     | 9:25  | 18:25 | 11:25 |       |      | 100    | 4  |
| 23.06 | 15:00 | Algieria  | 3:2   | Nigeria   | 24:26 | 19:25 | 25:16 | 25:18 | 15:7 | 200    | 5  |
| 23.06 | 19:30 | Egipt     | 0:3   | Włochy    | 17:25 | 23:25 | 16:25 |       |      | 150    | 6  |
| 24.06 | 15:00 | Włochy    | 3:0   | Algieria  | 25:12 | 25:9  | 25:9  |       |      | 100    | 7  |
| 24.06 | 19:30 | Turcja    | 3:0   | Egipt     | 25:12 | 25:12 | 25:13 |       |      | 100    | 8  |
| 25.06 | 15:00 | Algieria  | 0:3   | Turcja    | 18:25 | 14:25 | 15:25 |       |      | 100    | 9  |
| 25.06 | 19:30 | Nigeria   | 0:3   | Włochy    | 6:25  | 13:25 | 7:25  |       |      | 100    | 10 |

## Runda pucharowa

### Mecze o miejsca 17–20
| Lp. | Drużyna           | Pkt | Mecze | Mecze | Mecze | Sety | Sety | Sety  | Małe punkty | Małe punkty | Małe punkty |
| Lp. | Drużyna           | Pkt | M     | W     | P     | wyg. | prz. | ratio | zdob.       | str.        | ratio       |
| --- | ----------------- | --- | ----- | ----- | ----- | ---- | ---- | ----- | ----------- | ----------- | ----------- |
| 1   | Stany Zjednoczone | 9   | 3     | 3 (0) | 0 (0) | 9    | 1    | 9.000 | 248         | 177         | 1.401       |
| 2   | Tajlandia         | 6   | 3     | 2 (0) | 1 (0) | 7    | 3    | 2.333 | 239         | 201         | 1.189       |
| 3   | Portoryko         | 3   | 3     | 1 (0) | 2 (0) | 3    | 6    | 0.500 | 197         | 204         | 0.966       |
| 4   | Nigeria           | 0   | 3     | 0 (0) | 3 (0) | 0    | 9    | 0.000 | 123         | 225         | 0.547       |

Źródło: fivb.org
Punktacja: 3:0 i 3:1 – 3 pkt; 3:2 – 2 pkt; 2:3 – 1 pkt; 1:3 i 0:3 – 0 pkt
Zasady ustalania kolejności: 1. liczba punktów; 2. liczba zwycięstw; 3. stosunek setów; 4. stosunek małych punktów; 5. bilans w bezpośrednich meczach
| Data  | Godz. | Drużyna 1         | Wynik | Drużyna 2         | 1     | 2     | 3     | 4     | 5 | Widzów | * |
| ----- | ----- | ----------------- | ----- | ----------------- | ----- | ----- | ----- | ----- | - | ------ | - |
| 28.06 | 10:00 | Portoryko         | 3:0   | Nigeria           | 25:21 | 25:18 | 25:13 |       |   | 100    | 1 |
| 28.06 | 10:30 | Tajlandia         | 1:3   | Stany Zjednoczone | 23:25 | 25:23 | 17:25 | 22:25 |   | 100    | 2 |
| 29.06 | 10:00 | Portoryko         | 0:3   | Tajlandia         | 22:25 | 20:25 | 25:27 |       |   | 100    | 3 |
| 29.06 | 10:30 | Nigeria           | 0:3   | Stany Zjednoczone | 8:25  | 12:25 | 15:25 |       |   | 100    | 4 |
| 30.06 | 10:00 | Stany Zjednoczone | 3:0   | Portoryko         | 25:15 | 25:22 | 25:18 |       |   | 100    | 5 |
| 30.06 | 10:30 | Tajlandia         | 3:0   | Nigeria           | 25:16 | 25:9  | 25:11 |       |   | 100    | 6 |

### 1/8 finału
| Data  | Godz. | Drużyna 1  | Wynik | Drużyna 2 | 1     | 2     | 3     | 4     | 5 | Widzów | * |
| ----- | ----- | ---------- | ----- | --------- | ----- | ----- | ----- | ----- | - | ------ | - |
| 26.06 | 12:30 | Serbia     | 3:0   | Tajwan    | 25:15 | 25:18 | 25:20 |       |   | 100    | 1 |
| 26.06 | 15:00 | Turcja     | 3:0   | Meksyk    | 25:14 | 25:20 | 25:23 |       |   | 100    | 2 |
| 26.06 | 12:45 | Peru       | 0:3   | Japonia   | 20:25 | 25:27 | 19:25 |       |   | 250    | 3 |
| 26.06 | 15:00 | Rosja      | 3:0   | Egipt     | 25:14 | 26:24 | 25:13 |       |   | 100    | 4 |
| 26.06 | 17:30 | Włochy     | 3:1   | Bułgaria  | 23:25 | 25:18 | 25:14 | 25:16 |   | 100    | 5 |
| 26.06 | 19:30 | Chiny      | 3:0   | Czechy    | 25:22 | 25:13 | 25:17 |       |   | 1 500  | 6 |
| 26.06 | 17:15 | Brazylia   | 3:0   | Algieria  | 25:10 | 25:11 | 25:13 |       |   | 100    | 7 |
| 26.06 | 20:00 | Dominikana | 3:1   | Kolumbia  | 20:25 | 25:19 | 25:20 | 25:17 |   | 100    | 8 |

### Mecze o miejsca 9–16
| Data  | Godz. | Drużyna 1 | Wynik | Drużyna 2 | 1     | 2     | 3     | 4     | 5     | Widzów | * |
| ----- | ----- | --------- | ----- | --------- | ----- | ----- | ----- | ----- | ----- | ------ | - |
| 28.06 | 12:45 | Tajwan    | 3:0   | Algieria  | 25:7  | 25:10 | 25:13 |       |       | 100    | 1 |
| 28.06 | 15:00 | Meksyk    | 2:3   | Peru      | 16:25 | 15:25 | 25:17 | 25:15 | 12:15 | 100    | 2 |
| 28.06 | 17:15 | Czechy    | 3:2   | Egipt     | 25:13 | 25:23 | 24:26 | 19:25 | 15:12 | 2 000  | 3 |
| 28.06 | 19:30 | Bułgaria  | 3:2   | Kolumbia  | 7:25  | 25:23 | 11:25 | 27:25 | 15:11 | 100    | 4 |

### Mecze o miejsca 13–16
| Data  | Godz. | Drużyna 1 | Wynik | Drużyna 2 | 1     | 2     | 3     | 4     | 5 | Widzów | * |
| ----- | ----- | --------- | ----- | --------- | ----- | ----- | ----- | ----- | - | ------ | - |
| 29.06 | 12:45 | Egipt     | 3:0   | Algieria  | 25:14 | 25:21 | 25:17 |       |   | 100    | 1 |
| 29.06 | 15:00 | Meksyk    | 1:3   | Kolumbia  | 25:20 | 19:25 | 14:25 | 16:25 |   | 100    | 2 |

### Mecze o miejsca 9–12
| Data  | Godz. | Drużyna 1 | Wynik | Drużyna 2 | 1     | 2     | 3     | 4 | 5 | Widzów | * |
| ----- | ----- | --------- | ----- | --------- | ----- | ----- | ----- | - | - | ------ | - |
| 29.06 | 17:15 | Czechy    | 0:3   | Tajwan    | 20:25 | 20:25 | 21:25 |   |   | 1 300  | 1 |
| 29.06 | 19:30 | Peru      | 0:3   | Bułgaria  | 25:27 | 17:25 | 21:25 |   |   | 100    | 2 |

### Mecz o 15. miejsce
| Data  | Godz. | Drużyna 1 | Wynik | Drużyna 2 | 1     | 2     | 3     | 4 | 5 | Widzów | * |
| ----- | ----- | --------- | ----- | --------- | ----- | ----- | ----- | - | - | ------ | - |
| 30.06 | 11:15 | Algieria  | 0:3   | Meksyk    | 11:25 | 17:25 | 15:25 |   |   | 100    | 1 |

### Mecz o 13. miejsce
| Data  | Godz. | Drużyna 1 | Wynik | Drużyna 2 | 1     | 2     | 3     | 4 | 5 | Widzów | * |
| ----- | ----- | --------- | ----- | --------- | ----- | ----- | ----- | - | - | ------ | - |
| 30.06 | 13:30 | Egipt     | 0:3   | Kolumbia  | 13:25 | 18:25 | 22:25 |   |   | 100    | 1 |

### Mecz o 11. miejsce
| Data  | Godz. | Drużyna 1 | Wynik | Drużyna 2 | 1     | 2     | 3     | 4     | 5     | Widzów | * |
| ----- | ----- | --------- | ----- | --------- | ----- | ----- | ----- | ----- | ----- | ------ | - |
| 30.06 | 15:45 | Czechy    | 3:2   | Peru      | 19:25 | 22:25 | 25:20 | 25:23 | 17:15 | 1 500  | 1 |

### Mecz o 9. miejsce
| Data  | Godz. | Drużyna 1 | Wynik | Drużyna 2 | 1     | 2     | 3     | 4 | 5 | Widzów | * |
| ----- | ----- | --------- | ----- | --------- | ----- | ----- | ----- | - | - | ------ | - |
| 30.06 | 18:00 | Tajwan    | 0:3   | Bułgaria  | 22:25 | 13:25 | 20:25 |   |   | 100    | 1 |

### Ćwierćfinały
| Data  | Godz. | Drużyna 1 | Wynik | Drużyna 2  | 1     | 2     | 3     | 4 | 5 | Widzów | * |
| ----- | ----- | --------- | ----- | ---------- | ----- | ----- | ----- | - | - | ------ | - |
| 28.06 | 12:30 | Turcja    | 0:3   | Japonia    | 19:25 | 23:25 | 21:25 |   |   | 100    | 1 |
| 28.06 | 15:00 | Serbia    | 0:3   | Brazylia   | 23:25 | 20:25 | 24:26 |   |   | 100    | 2 |
| 28.06 | 17:30 | Chiny     | 3:0   | Rosja      | 25:21 | 25:22 | 26:24 |   |   | 200    | 3 |
| 28.06 | 20:00 | Włochy    | 3:0   | Dominikana | 25:18 | 25:20 | 25:22 |   |   | 200    | 4 |

### Mecze o miejsca 5–8
| Data  | Godz. | Drużyna 1 | Wynik | Drużyna 2  | 1     | 2     | 3     | 4     | 5     | Widzów | * |
| ----- | ----- | --------- | ----- | ---------- | ----- | ----- | ----- | ----- | ----- | ------ | - |
| 29.06 | 12:30 | Rosja     | 3:1   | Serbia     | 19:25 | 25:19 | 25:18 | 29:27 |       | 100    | 1 |
| 29.06 | 15:00 | Turcja    | 3:2   | Dominikana | 26:24 | 21:25 | 25:19 | 19:25 | 15:13 | 100    | 2 |

### Mecz o 7. miejsce
| Data  | Godz. | Drużyna 1 | Wynik | Drużyna 2  | 1     | 2     | 3     | 4 | 5 | Widzów | * |
| ----- | ----- | --------- | ----- | ---------- | ----- | ----- | ----- | - | - | ------ | - |
| 30.06 | 12:30 | Serbia    | 3:0   | Dominikana | 25:22 | 25:10 | 25:21 |   |   | 100    | 1 |

### Mecz o 5. miejsce
| Data  | Godz. | Drużyna 1 | Wynik | Drużyna 2 | 1     | 2     | 3     | 4     | 5 | Widzów | * |
| ----- | ----- | --------- | ----- | --------- | ----- | ----- | ----- | ----- | - | ------ | - |
| 30.06 | 15:00 | Rosja     | 1:3   | Turcja    | 23:25 | 25:10 | 17:25 | 16:25 |   | 100    | 1 |

### Półfinały
| Data  | Godz. | Drużyna 1 | Wynik | Drużyna 2 | 1     | 2     | 3     | 4     | 5 | Widzów | * |
| ----- | ----- | --------- | ----- | --------- | ----- | ----- | ----- | ----- | - | ------ | - |
| 29.06 | 17:30 | Chiny     | 3:0   | Brazylia  | 25:16 | 25:16 | 25:22 |       |   | 1 000  | 1 |
| 29.06 | 20:00 | Japonia   | 3:1   | Włochy    | 25:19 | 25:15 | 21:25 | 25:17 |   | 200    | 2 |

### Mecz o 3. miejsce
| Data  | Godz. | Drużyna 1 | Wynik | Drużyna 2 | 1     | 2     | 3     | 4 | 5 | Widzów | * |
| ----- | ----- | --------- | ----- | --------- | ----- | ----- | ----- | - | - | ------ | - |
| 30.06 | 17:30 | Brazylia  | 3:0   | Włochy    | 28:26 | 25:21 | 25:18 |   |   | 2 000  | 1 |

### Finał
| Data  | Godz. | Drużyna 1 | Wynik | Drużyna 2 | 1     | 2     | 3     | 4 | 5 | Widzów | * |
| ----- | ----- | --------- | ----- | --------- | ----- | ----- | ----- | - | - | ------ | - |
| 30.06 | 20:00 | Chiny     | 3:0   | Japonia   | 25:13 | 25:17 | 25:15 |   |   | 4 000  | 2 |

## Klasyfikacja końcowa
| Miejsce | Reprezentacja     |
| ------- | ----------------- |
| złoto   | Chiny             |
| srebro  | Japonia           |
| brąz    | Brazylia          |
| 4.      | Włochy            |
| 5.      | Turcja            |
| 6.      | Rosja             |
| 7.      | Serbia            |
| 8.      | Dominikana        |
| 9.      | Bułgaria          |
| 10.     | Chińskie Tajpej   |
| 11.     | Czechy            |
| 12.     | Peru              |
| 13.     | Kolumbia          |
| 14.     | Egipt             |
| 15.     | Meksyk            |
| 16.     | Algieria          |
| 17.     | Stany Zjednoczone |
| 18.     | Tajlandia         |
| 19.     | Portoryko         |
| 20.     | Nigeria           |

## Nagrody indywidualne
| Najlepsza zawodnik (MVP) | Najlepsza atakująca | Najlepsze blokujące                       | Najlepsza rozgrywająca | Najlepsze przyjmujące             | Najlepsza libero |
| ------------------------ | ------------------- | ----------------------------------------- | ---------------------- | --------------------------------- | ---------------- |
| Zhu Ting                 | Ceyda Aktaş         | Irina Fietisowa Dullius Valquiria Carboni | Sladana Mirković       | Zhu Ting Gabriela Braga Guimarães | Manami Kojima    |